# Mum (Neuseeländische Seelöwin)

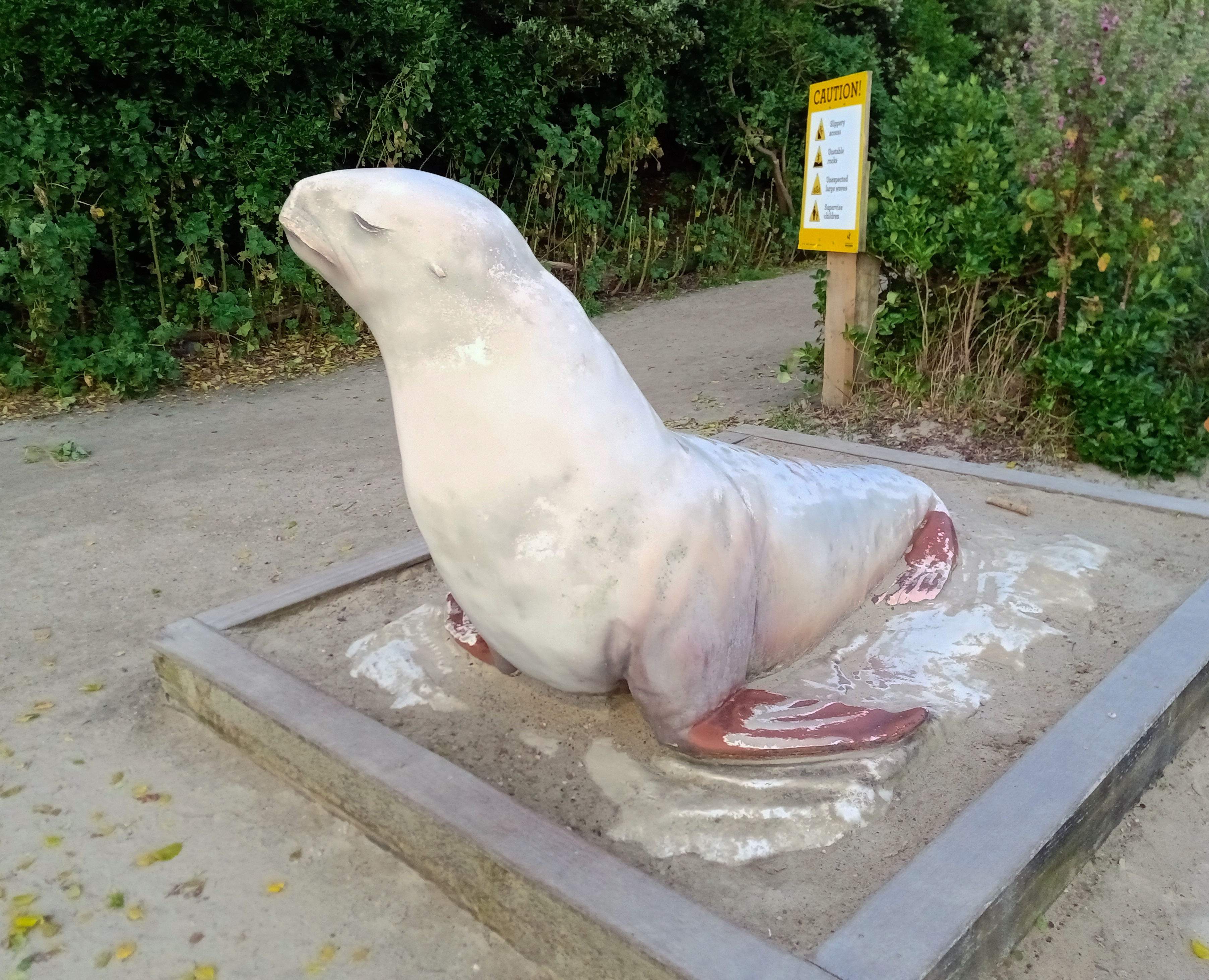
Statue für Mum in St. Clair

Mum war eine Neuseeländische Seelöwin. 1993 war sie die erste Seelöwin seit mehr als hundert Jahren, die in Otago auf der Südinsel von Neuseeland ein Junges zur Welt brachte. Alle heutigen Seelöwen in Otago sind Nachfahren von Mum. Nachdem sie 11 Junge zur Welt gebracht hatte, verschwand sie 2010, im Alter von ca. 24 Jahren.

## Leben
Mum wurde in den 1980ern in den Aucklandinseln geboren und 1986 markiert. 1992 tauchte sie in Dunedin auf. Überraschenderweise und ungewöhnlich für die Art, kehrte sie nicht zu ihrem eigenen Geburtsort zurück, um ihr Junges zur Welt zu bringen. Am 1. Januar 1993 brachte sie bei Taieri Mouth im Süden der Südinsel das erste Junge zur Welt. Dieses Junge war der erste auf der Insel geborene Seelöwe seit mehr als 100 Jahren. Seelöwen, die ursprünglich auf der Insel vorkamen, waren durch menschliche Besiedlung vom Festland vertrieben worden und brachten ihre Jungen stattdessen auf den Subantarktischen Inseln zur Welt.
Im Januar 2007 gebar Mum ihr erstes Junge. Fünf Tage später verließ sie die Küste und ließ das Junge allein zurück. Es wurde bewusstlos am St. Kilda Beach gefunden, woraufhin das Department of Conservation versuchte, es mithilfe einer Ersatzmutter namens „Lorelie“ zu retten. Mum blieb drei Tage auf See, was zu lang für das Junge war, um ohne Nahrung auszukommen. Es wurde eingeschläfert und in Taieri Mouth begraben. Als Mum zurückkam, war sie abgemagert und hatte eine Linsentrübung auf dem rechten Auge.
Mum brachte 11 weitere Junge zur Welt. Sie verschwand 2010. Es ist nicht bekannt, wann oder wie sie starb.

## Vermächtnis
Derzeit sind alle Neuseeländischen Seelöwen in Otago Nachkommen von Mum. Im Juli 2015 zwanzig Jahre nachdem Mum ihr erstes Junge zur Welt gebracht hatte, wurde auf der Esplanade im Dunediner Vorort St. Clair eine lebensgroße Statue von Mum enthüllt. Sie wurde von Bryn Jones entworfen, aus Fiberglas und Polyurethan hergestellt und kostete 11.000 Dollar. Am 30. Jahrestag von Mums erstem Wurf ging eine schwangere Frau 30 Kilometer zu Fuß, um Geld für den Sealion Trust zu sammeln.